# Rechtssatz
Der Rechtssatz ist in der Rechtswissenschaft eine Rechtsnorm, die generell-abstrakt gilt. Das bedeutet, dass sie allgemein verbindlich ist und sich nicht nur auf einen konkreten Fall bezieht. Sie gelten also immer für eine unbestimmte Anzahl von Personen und Fällen. Beispiele sind etwa das Gesetz oder die Verordnung, wohingegen Verfügungen – da sie stets den Einzelfall betreffen – keine Rechtssätze sind.
Spezieller wird als Rechtssatz auch die komprimierte Zusammenstellung wesentlicher Aussagen einer Gerichtsentscheidung im Rechtsinformationssystem der Republik Österreich bezeichnet (siehe auch Leitsatz).

## Allgemeines
Die Rechtsordnung bildet die Gesamtheit aller geltenden Rechtsvorschriften als Verhaltensnormen für die Bürger und Entscheidungsnormen für Behörden und Gerichte. Rechtsvorschriften setzen sich aus einer mehr oder weniger großen Zahl an Einzelaussagen, nämlich grammatisch als Sätzen bezeichneten sprachlichen Einheiten, zusammen. Der Rechtssatz ist mithin nichts anderes als ein Satz mit einer Rechtsaussage. Jeder Rechtssatz lässt sich als eigener Rechtsbegriff ansehen und jeder Rechtsbegriff lässt sich in einen Rechtssatz auflösen. Bei ersterem ergibt beispielsweise der Rechtssatz, dass der Wille eines Rechtssubjekts unter bestimmten Voraussetzungen Rechtsfolgen für ein anderes Rechtssubjekt auslöst, den Rechtsbegriff der Stellvertretung. Bei der zweiten Alternative ergibt der Rechtsbegriff der Erbschaft den Rechtssatz, dass beim Tode eines Erblassers dessen Vermögen auf seine Erben übergeht.
Der Rechtssatz ist eine abstraktgenerelle Verhaltensnorm, die durch einen Rechtsakt auf den individuell-konkreten Fall angewendet wird und damit Recht bewirkt. Eine Legaldefinition enthält in der Schweiz Art. 22 Abs. 4 des Parlamentsgesetzes, wonach Rechtssätze Regeln sind, „die in unmittelbar verbindlicher und generell-abstrakter Weise Pflichten auferlegen, Rechte verleihen oder Zuständigkeiten festlegen.“

## Geschichte
Als einer der ersten deutschsprachigen Juristen, die sich mit dem Rechtssatz befassten, gilt Georg Jellinek. Für ihn gehörte 1887 die Allgemeinheit des Rechtssatzes „wirklich zu den schwierigsten Fragen der ganzen Rechtswissenschaft“. „Was den Rechtssatz augenscheinlich vor allen sonstigen staatlichen Machtäußerungen auszeichnet, ist seine Allgemeinheit. Aber nicht alles, was in irgendeinem Punkte allgemein ist, ist darum ein Rechtssatz, und nicht jeder Rechtssatz ist in allen Punkten allgemein“. Gerhard Anschütz verfasste 1891 eine Dissertation zum Rechtssatz, worin er die Bestimmung des Rechtssatzes als diejenige staatliche Anordnung für unrichtig und willkürlich hielt, „welche abstrakte Tatbestände im Voraus normiert“. Paul Laband sah im Rechtssatz 1901 die „Abgrenzung der Befugnisse und Pflichten einzelner Subjekte“. Jellineks Sohn Walter Jellinek definierte 1931 den Rechtssatz als „Anordnung an eine unbestimmte Vielheit von Personen“. Allen gemeinsam war die Gleichsetzung von materiellem Gesetz und Rechtssatz.

## Arten
Konditionale Rechtssätze bestehen aus Tatbestand und Rechtsfolge und verbinden beide miteinander. So besteht beim Diebstahl nach § 242 Abs. 1 StGB der Tatbestand aus der Formulierung „wer eine fremde bewegliche Sache einem anderen in der Absicht wegnimmt, die Sache sich oder einem Dritten rechtswidrig zuzueignen, …“, während der zweite Halbsatz die Rechtsfolge schildert: „… wird mit Freiheitsstrafe bis zu fünf Jahren oder mit Geldstrafe bestraft“. 
Materielle Rechtssätze schreiben ein bestimmtes Verhalten vor und sagen, was getan oder unterlassen werden soll. Beispielsweise kann nach § 985 BGB der Eigentümer vom Besitzer die Herausgabe der Sache verlangen. Dieser Herausgabeanspruch soll die Eigentumsstörung durch unberechtigten Fremdbesitz beseitigen, so dass der unrechtmäßige Besitzer etwas tun muss – nämlich die Sache herausgeben.
Formale Rechtssätze legen den Rechtsstatus, Organisatorisches oder Verfahren fest. Als Rechtsstatus von Rechtssubjekten gelten vor allem Rechtsfähigkeit, Geschäftsfähigkeit, Staatsangehörigkeit oder Wohn- oder Geschäftssitz. Danach sind die Willenserklärungen eines Geschäftsunfähigen nach § 104 Abs. 1 BGB nichtig. Nach § 6 Abs. 1 KWG übt die Bundesanstalt für Finanzdienstleistungsaufsicht die Bankenaufsicht über Kreditinstitute aus, so dass dieser Rechtssatz eine organisatorische Regelung enthält. Das gilt auch für § 115 GVG, wonach die Oberlandesgerichte mit einem Präsidenten sowie mit Vorsitzenden Richtern und weiteren Richtern zu besetzen sind. Ein Verfahren regelnder Rechtssatz enthält § 133 GVG, wonach der Bundesgerichtshof in Zivilsachen zuständig ist für die Verhandlung und Entscheidung über die Rechtsmittel der Revision, der Sprungrevision, der Rechtsbeschwerde und der Sprungrechtsbeschwerde.
Zwingende Rechtssätze gelten ohne Rücksicht auf den Willen der beteiligten Normadressaten, während dispositive nur dann gelten, wenn die Beteiligten keine abweichenden Regelungen getroffen haben. Wenn der Rechtssatz zu erkennen gibt, dass ein Recht „nicht durch Rechtsgeschäft ausgeschlossen oder beschränkt“ werden kann (§ 137 BGB), liegt zwingendes (unabdingbares) Recht vor. Im Regelfall handelt es sich jedoch beim Zivilrecht um dispositives (nachgiebiges) Recht, wenn der Rechtssatz etwa die Formulierung enthält „sofern nichts anderes vereinbart ist“. Das gilt beispielsweise beim Widerrufsrecht des Verbrauchers nach § 312g Abs. 2 BGB. Ist etwas anderes vereinbart, gilt diese Vorschrift nicht, sie ist abdingbar.
Daneben gibt es zwar sprachlich vollständige Sätze, die aber als unvollständige Rechtssätze gelten. Sie sind keine Aussagesätze, sondern Teile von Geltungsanordnungen wie etwa der bloße Verweis auf andere Vorschriften. Es handelt sich hierbei um reine Verweisnormen wie § 167 Abs. 1 Satz 1 VwGO, die zwar ein grammatikalisch vollständiger Satz ist, sich jedoch inhaltlich auf einen Verweis beschränkt: „Soweit sich aus diesem Gesetz nichts anderes ergibt, gilt für die Vollstreckung das Achte Buch der Zivilprozessordnung entsprechend.“

## Kontext
Die in einem Gesetz stehenden Rechtssätze stehen nicht einfach isoliert nebeneinander, sondern sind aufeinander bezogen und ergeben erst in ihrer wechselseitigen Verschränkung und in ihrem Zusammenspiel eine gesetzliche Regelung. Damit besteht die Rechtsordnung nicht aus einer Summe von Rechtssätzen, sondern aus Regelungen. Zwischen den verketteten Rechtssätzen besteht über die zeitliche auch eine logische Priorität bzw. Posteriorität, denn ein Rechtssatz kann nicht ohne den vorherigen gedacht werden.
Zuweilen wird der Rechtssatz als Synonym für die Rechtsnorm verwendet, doch weist der Jurist Hans Kelsen darauf hin, dass es sich bei Rechtssätzen um Aussagesätze handelt, die sich inhaltlich auf Rechtsnormen beziehen, selbst aber keine Rechtsnormen sind. „Jeder Rechtssatz enthält eine Norm, aber nicht jede Norm einen Rechtssatz. Der Rechtssatz ist eine Norm mit bestimmten Merkmalen“. Die reine Verweisnorm ist zwar eine Norm, aber kein Rechtssatz. Alle im Rechtssatz verwendeten Begriffe sind Rechtsbegriffe.

## Rechtsquellen
Rechtsquellen der Rechtssätze sind insbesondere Gesetze und Verordnungen, Völkerrecht, Gewohnheitsrecht, Richterrecht oder öffentliche oder private Satzungen. Da viele dieser Rechtsnormen auch gleiche oder ähnliche Sachverhalte regeln, gilt eine allgemein anerkannte und auch gesetzlich verfolgte Rangordnung:
- der ranghöhere Rechtssatz geht einem rangniedrigeren vor (Lex superior derogat legi inferiori),
- der besondere Rechtssatz (lateinisch lex specialis) geht einem ranggleichen, allgemeinen (lateinisch lex generalis) vor (Lex specialis derogat legi generali) und
- der jüngere Rechtssatz geht einem ranggleichen nicht besonderen älteren vor (Lex posterior derogat legi priori).

Diese Rangfolge dient zur Vermeidung von Normenkollisionen.